# Nils Gädda
Nils Gädda, född på 1300-talet, död 1398–1400, var en svensk häradshövding och riddare.

## Biografi
Nils Gädda var son till Jon Gädda. Han nämns första gången 1364 och blev senast 1370 riddare. Gädda blev mellan 1382–1385 häradshövding i Hölebo härad.

### Egendom
Gädda ägde jord i Norra Vedbo härad, Uppvidinge härad och Östra härad i Småland, i Göstrings härad i Östergötland, i Hölebo härad, Jönåkers härad, Rönö härad, Västerrekarne härad och Österrekarne härad i Södermanland..

### Familj
Gädda gifte sig senast 1370 med Kristina Magnusdotter (Hammerstaätten), dotter till Magnus Ingevaldsson (Hammerstaätten) och Ingrid Eringisladotter (Barun). De fick tillsammans barnen riksrådet och häradshövdingen karl Gädda i Hölebo härad och riddaren, riksrådet och häradshövdingen Johan Gädda (död 1454).